# Allocosa nigrofulva
Allocosa nigrofulva är en spindelart som först beskrevs av Lodovico di Caporiacco 1955.  Allocosa nigrofulva ingår i släktet Allocosa och familjen vargspindlar.
Artens utbredningsområde är Venezuela. Inga underarter finns listade i Catalogue of Life.